# 小行星300892
小行星300892（300892 Taichung），臨時編號2008 BT15，是一顆位於小行星帶的小行星。由鹿林天文台於2008年1月28日發現。
該小行星以台灣的臺中市命名。